# スワンニー・スコンター
スワンニー・スコンター（สุวรรณี สุคนธา,Suwanni Sukhontha,1932年3月1日- 1984年2月3日）は、タイ王国の作家。本名は、スワンニー・スコンティヤン（สุวรรณี สุคนธ์เที่ยง）。

## 略歴
タイのピッサヌローク県に生まれる。中等教育のあとバンコクのシラパコーン大学の美術科を卒業。同大学で教師を勤めつつ、創作活動をはじめる。1965年に短篇小説『プックへの手紙』(Chot Mai Thueng Puk, จดหมายถึงปุก)を発表。最初の長篇小説『愛の炎は消えず』(Sai Bo Yut Sane Hai, สายบ่หยุดเสน่ห์หาย)で人気を博す。1970年の『その名はカーン』では、タイの社会問題を描き、SEATO文学賞を受賞。1972年には『愛の翼で』（Duai Pik Khong Rak, ด้วยปีกของรัก）でタイ全国図書協会文学賞を受賞した。『その名はカーン』は、チャートリーチャルーム・ユコンの監督で映画化もされ、その他の作品もテレビドラマなどで映像化されている。
文芸誌『ララナー』（Lalana, ลลนา）を創刊し編集長となり、故郷のピッサヌロークを舞台としたエッセイとして『動物園』を連載するが、1984年に死去。

## 主な著作
日本語訳
- Khao Chue Kan (เขาชื่อกานต์) , 1970. 『その名はカーン』　岩城雄次郎訳、井村文化事業社、1988年。
- Suan Sat (สวนสัตว์) , 1976. 『サーラピーの咲く季節』　吉岡峯子訳、段々社、1996年。 - エッセイ集。原題は『動物園』。
  - 「日曜の朝」
  - 「二月のサーラピー」
  - 「フアタクア」
  - 「シートーン」
  - 「夢」
  - 「洪水」
  - 「月の蜜」
  - 「愛馬キイオウ」
  - 「帰らぬその日」
  - 「河からの叫び」